# Ichthyopterygia
Ichthyopterygia ("rybie płetwy") – określenie wprowadzone przez Richarda Owena w 1840 dla oznaczenia jurajskich ichtiozaurów, które już były znane w tamtym czasie. Obecnie termin ten jest używany także do określania ich prymitywniejszych przodków z wczesnego i środkowego triasu.
Przodkowie Ichthyopteryg i właściwe ichtiozaury były głównie małymi zwierzętami (metr lub mniej długości) o wydłużonym ciele i pływały wyginając ciało podobnie jak węgorz. Już na tym etapie ewolucji miały odnóża pływne i były niezdolne do poruszania się na lądzie.
Wydaje się, że były szeroko rozprzestrzenione wzdłuż wybrzeży północnej połowy Pangei. Są znane z późnego oleneku i wczesnego anizyku (wczesny trias) z Japonii, Chin, Kanady i Spitsbergenu (Norwegia). Pod koniec środkowego triasu wymarły, a ich miejsce zajęły właściwe ichtiozaury.
Rzędy
- Grippidia
- Ichtiozaury (Ichthyosauria)